# Джоан Ван Арк
Джоан Ван Арк (англ. Joan Van Ark, нар.. 16 червня 1943, Нью-Йорк, США) — американська акторка і співачка, найбільш відома за роллю Велін Юїнг у телесеріалах «Даллас» та його спін-оффі «Тиха гавань».

## Рання життя

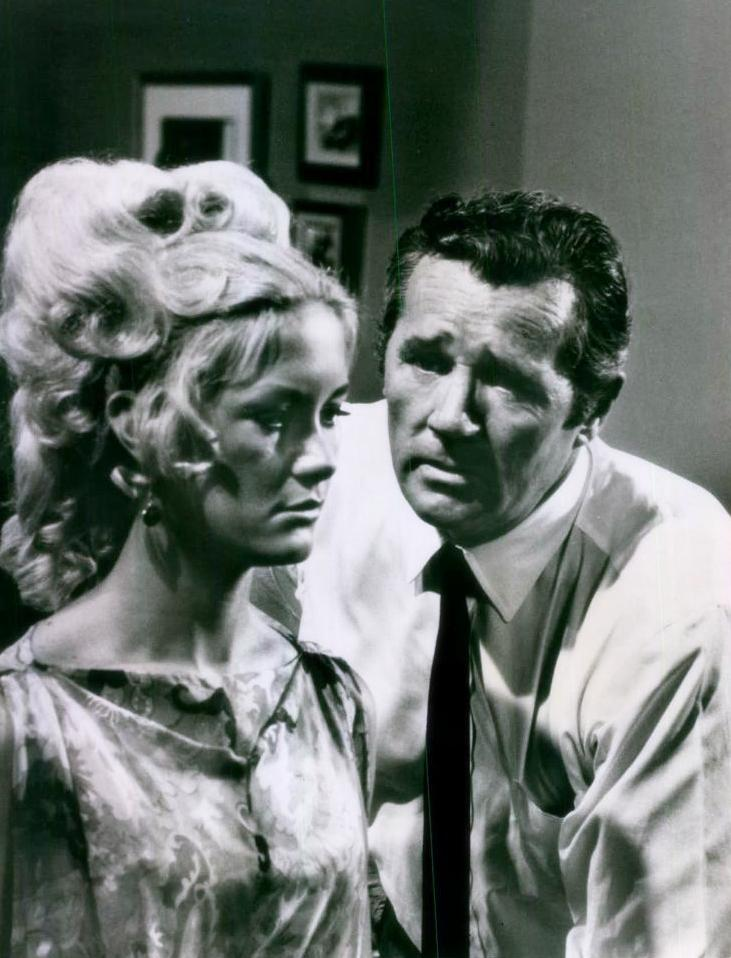
Джоан Ван Арк в 1968 році

Джоан Ван Арк народилася 1943 року в Нью-Йорку. У 15 років працювала шкільною репортеркою і взяла інтерв'ю в акторки Джулі Гарріс, яка порекомендувала Арк піти в Єльську школу драми, куди вона незабаром вступила. Через роки Гарріс зіграла роль матері героїні Арк на екрані.

## Кар'єра
Джоан Ван Арк почала кар'єру в театрі в п'єсах «Скупий», «Смерть комівояжера» і «Босоніж у парку». Вона отримала номінацію на премію «Тоні» за роль у п'єсі «Школа дружин» в 1971 році. Пізніше вона підписала контракт з Universal Studios і з'явилася в кількох фільмах і телевізійних комедіях.
Джоан Ван Арк найбільш відома за роллю Велін Юїнг у телесеріалах «Даллас» і його спін-оффі «Тиха гавань». Вона вперше з'явилася в «Далласі» в 1978 році, а в 1979 році отримала одну з центральних ролей в його спін-оффі «Тиха гавань», де знімалася до фіналу шоу в 1993 році. Крім цього, Арк зрежисувала кілька епізодів серіалу і знялася в телефільмі-продовженні в 1997 році. У наступні роки вона була активна на Офф-Бродвейській сцені. У 2004—2005 роках з'явилася в мильній опері «Молоді і зухвалі», а в 2008 році возз'єдналася з Донною Міллз в серіалі «Частини тіла».
Через два десятиліття Джоан Ван Арк повторить свою роль Велін Юїнг у другому сезоні серіалу «Даллас», однойменному продовженні оригінального шоу.

## Особисте життя
З 1966 року Джоан Ван Арк одружена з телевізійним кореспондентом Джоном Маршаллом. Їхня дочка Ванесса Маршалл, акторка озвучування, народилася 19 жовтня 1969 року. В останні роки Джоан Ван Арк привертає до себе увагу преси головнним чином через невдалі пластичні операції.

## Фільмографія
- 1970 — Дні нашого життя / Days of Our Lives
- 1972 — Жаби / Frogs
- 1977 — Останній динозавр / The Last Dinosaur
- 1978—1991 — Даллас / Dallas (8 епізодів)
- 1979—1993 — Тиха гавань / Knots Landing (327 епізодів)
- 1995 — Коли подзвонить людина пітьми / When the Dark Man Calls
- 1998 — Loyal Opposition
- 2000 — Заручники / Held for Ransom
- 2001 — UP, Michigan!
- 2003 — Net Games
- 2004—2005 — Молоді і зухвалі / The Young and the Неспокійний (54 епізоду)
- 2005 — Diamond Zero
- 2008 — Channels
- 2008—2010 — Частини тіла / Nip/Tuck (2 епізоди)
- 2012 — Watercolor Postcards
- 2013 — Даллас / Dallas